# Tour Magne
Pour la société littéraire, voir La Tour Magne.
La tour Magne est un monument gallo-romain situé sur le mont Cavalier, à Nîmes, dans le Gard. Elle domine les jardins de la Fontaine et constitue le plus imposant vestige de la très longue enceinte romaine de la ville.

## Historique
La tour Magne est un édifice pré-romain transformé à l'époque d'Auguste.
La tour est aujourd'hui gérée en délégation de service public par la société Edeis Romanité. Elle est principalement accessible par les jardins de la Fontaine. Elle fait l’objet d’un classement au titre des monuments historiques par la liste de 1840.

## Structure
Haute de 18 m à la fin du IIIe siècle av. J.-C., puis de 36 m de haut à l'époque romaine, la tour ne mesure plus aujourd'hui que 32,50 m. Thomas Platter la voit déjà évidée en 1596.
Elle est composée d'un soubassement octogonal, dont l'irrégularité s'explique par la forme de la tour en pierre sèche qu'elle englobait. Cette dernière peut encore être vue à l'intérieur de la tour, en négatif. Une rampe coudée, longue de 70 m, dont il subsiste le départ au sud et une partie de la dernière arche, conduisait au chemin de ronde qui parcourait ce premier étage. De là, on pouvait rejoindre celui de la courtine, qui se trouvait au même niveau, au nord et à l'ouest. Au-dessus de cet étage intégré à l'enceinte, la tour polygonale est totalement aveugle. L'accès à la terrasse, qui couronnait le tout à l'origine, se faisait ensuite par un escalier de 132 marches aménagé à l'intérieur de la tour. Les deux derniers niveaux étaient décorés l'un de pilastres toscans, l'autre, qui a presque entièrement disparu, de colonnes.
On a formulé de nombreuses hypothèses sur la destination primitive de la tour. À l'époque romaine, par sa structure intégrée à l'enceinte, elle pouvait jouer un rôle défensif et celui d'une tour de guet ou à signaux. En doublant sa hauteur, le pouvoir romain faisait aussi une démonstration de sa puissance.

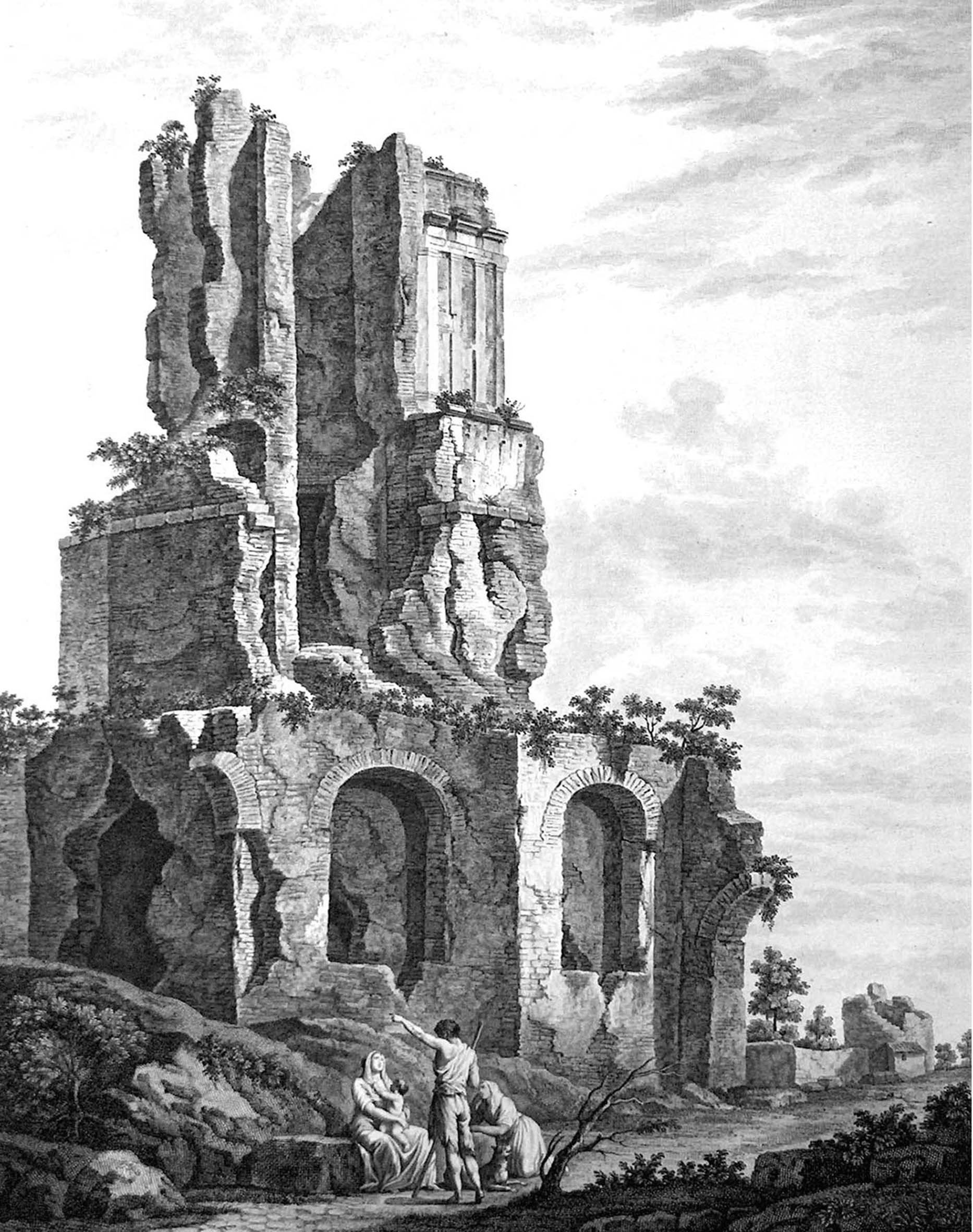
Gravure de la tour Magne par Clérisseau
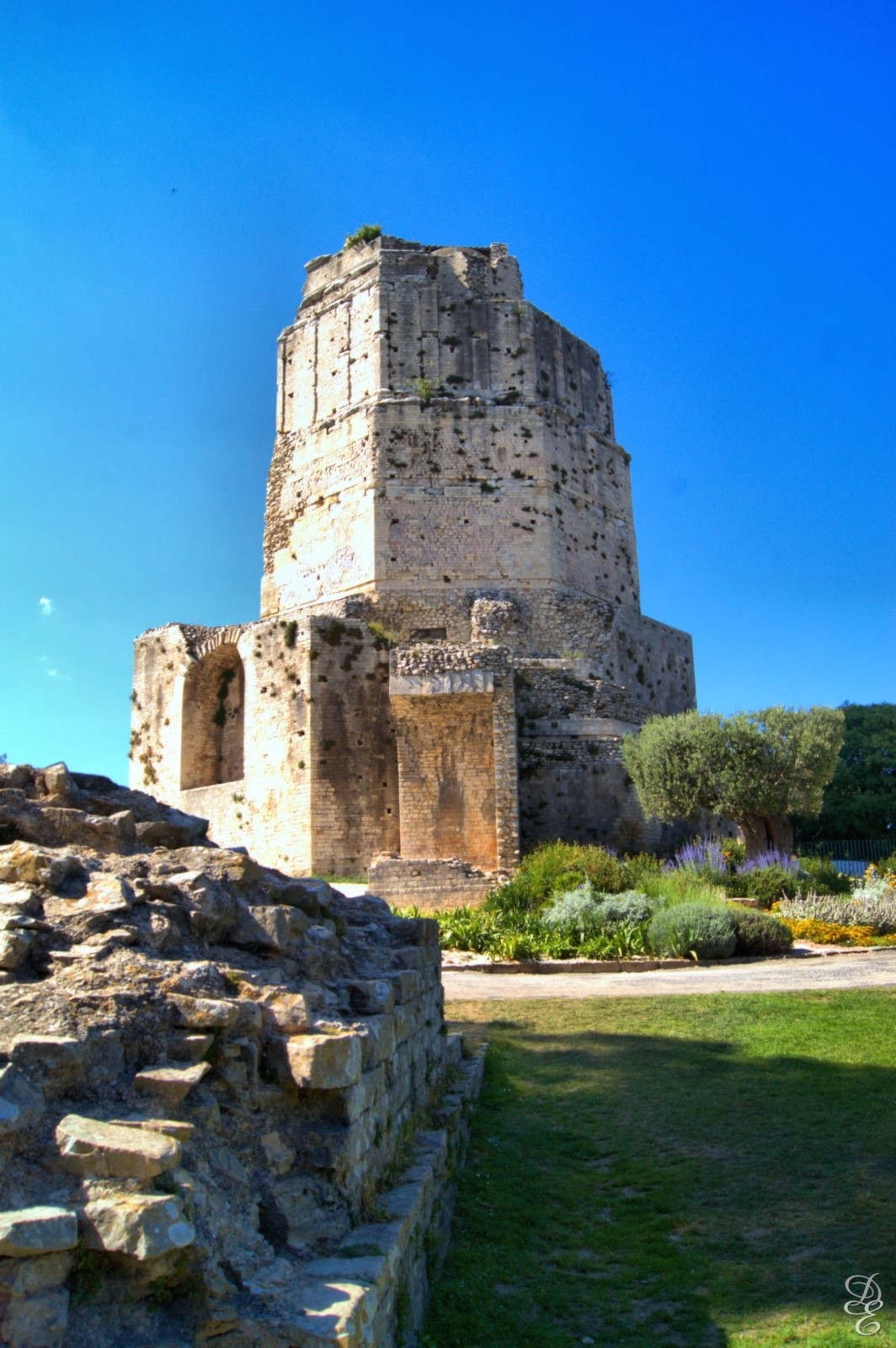
La tour Magne aujourd'hui
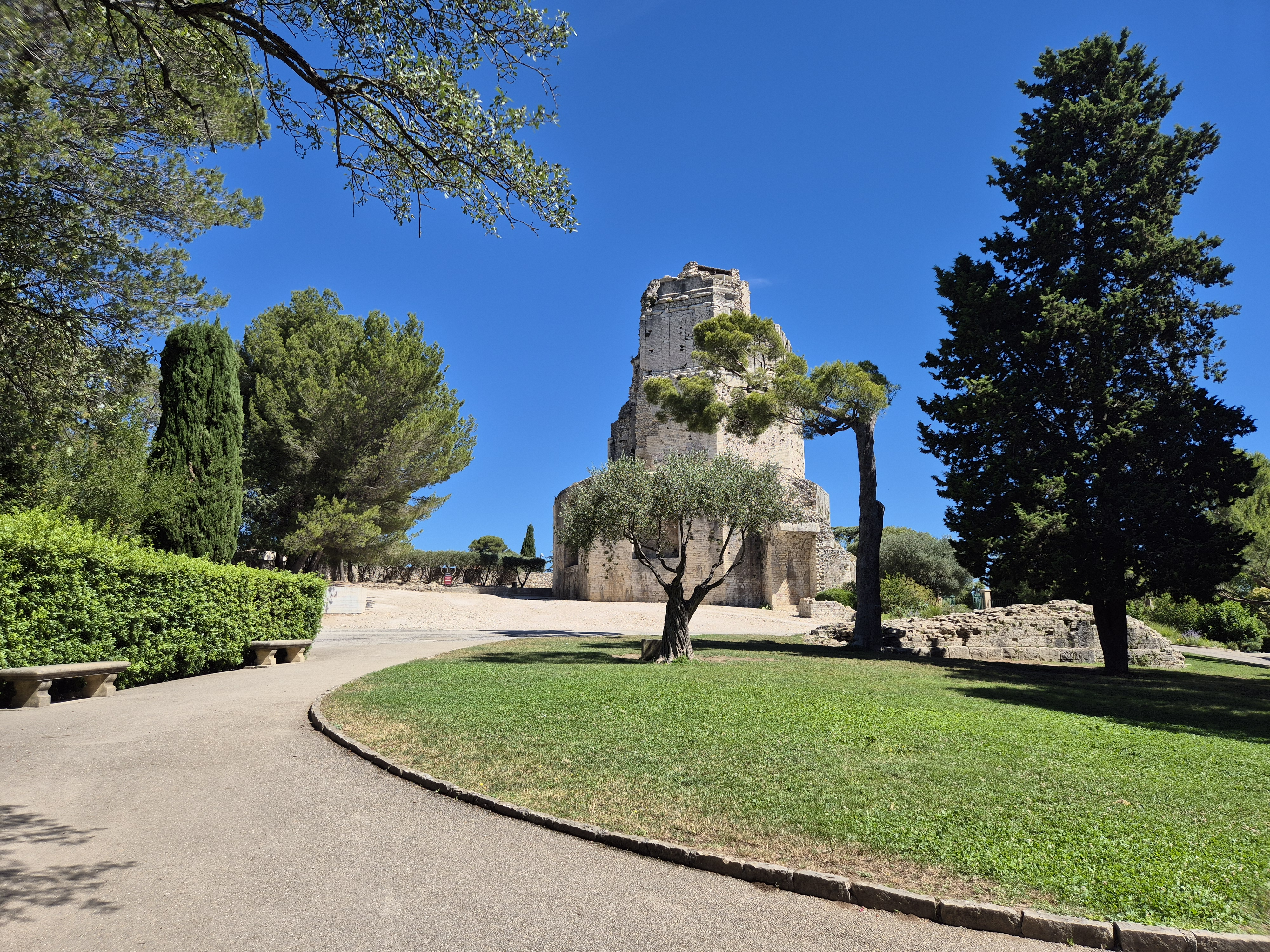
La tour Magne depuis les Jardins de la Fontaine
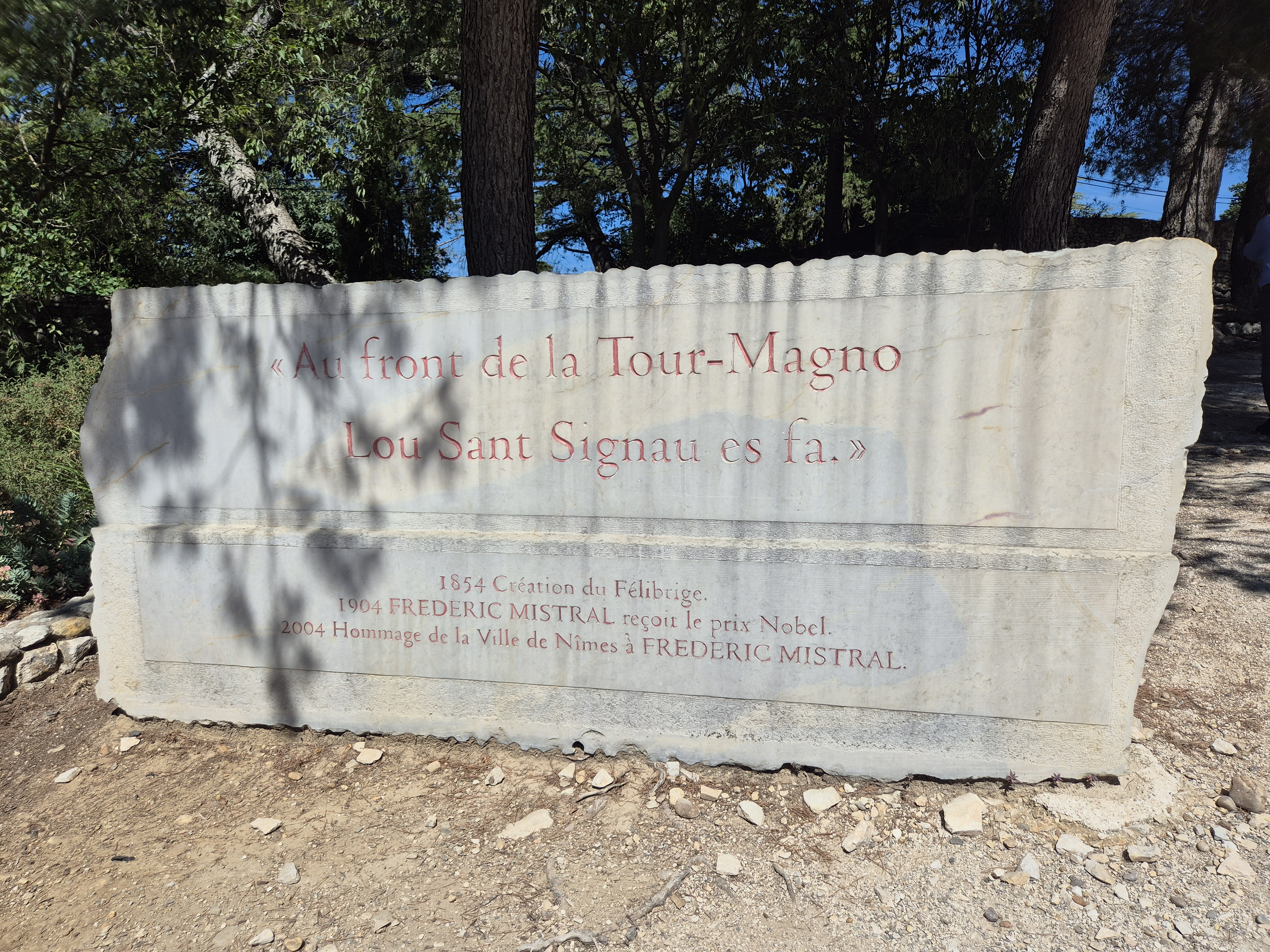
Hommage à Frédéric Mistral près de la tour Magne

## Littérature

### Vers holorimes de Marc Monnier
La tour Magne a été rendue célèbre par ces vers holorimes de Marc Monnier, souvent attribués à tort à Victor Hugo :
Gall, amant de la reine, alla, tour magnanime,
Galamment de l'arène à la tour Magne, à Nîmes.

### Guitarede Victor Hugo
Le monument est également cité dans le poème Guitare de Victor Hugo (repris par Georges Brassens sous le nom de Gastibelza (L'Homme à la carabine)) :
Quelqu’un de vous a-t-il connu Sabine,
Ma senora ?
Sa mère était la vieille maugrabine
D’Antequera
Qui chaque nuit criait dans la Tour-Magne
Comme un hibou...—
Le vent qui vient à travers la montagne
Me rendra fou !
(Les Rayons et les Ombres, XXII, 1840)

### Poèmes à Loude Guillaume Apollinaire
En 1914, Guillaume Apollinaire alors en garnison à Nîmes écrit à sa bien-aimée, Louise de Coligny-Châtillon. Ces poèmes sont aujourd'hui regroupés dans le recueil Poèmes à Lou, dont voici un extrait mentionnant le monument :
La Tour Magne tournait sur sa colline laurée
Et dansait lentement lentement s'obombrait.
Et j'aime de t'y aimer cette Nîmes la Romaine,
Où les soldats français remplacent l'armée prétorienne.

## Aujourd'hui
Depuis novembre 2021, la tour Magne est gérée en délégation de service public par Edeis. On peut la visiter tous les jours de l'année — un billet  à tarif préférentiel permet de visiter les autres monuments romains emblématiques de Nîmes, les Arènes et la Maison carrée.
Pour les personnes malvoyantes, il est proposé de la documentation en braille ainsi qu’en gros caractères. Des plans thermoformés, disponibles sur demande, facilitent également le parcours de visite. 
Pour faciliter le parcours des personnes malentendantes, l'accueil visiteur est équipé de boucles d'induction magnétique (BIM).
Les personnes à mobilité réduite sont informées que la tour Magne comporte 140 marches et qu'elle n’est pas accessible pour les personnes en situation de handicap moteur.
Une tablette comportant une vidéo de visite de l'intérieur de la tour Magne est à disposition sur demande.